# Champ de mines

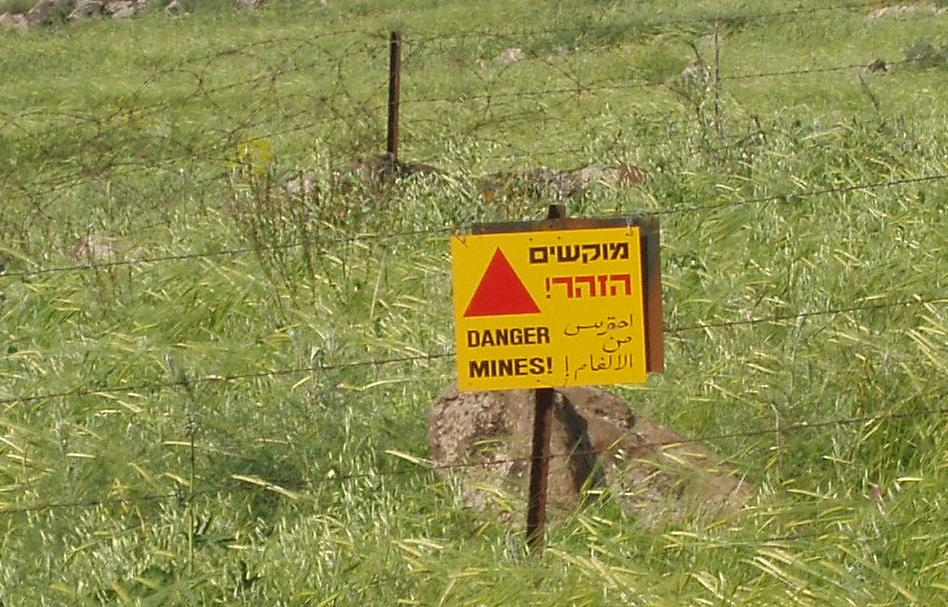
Champ de mines sur le plateau du Golan en Syrie.

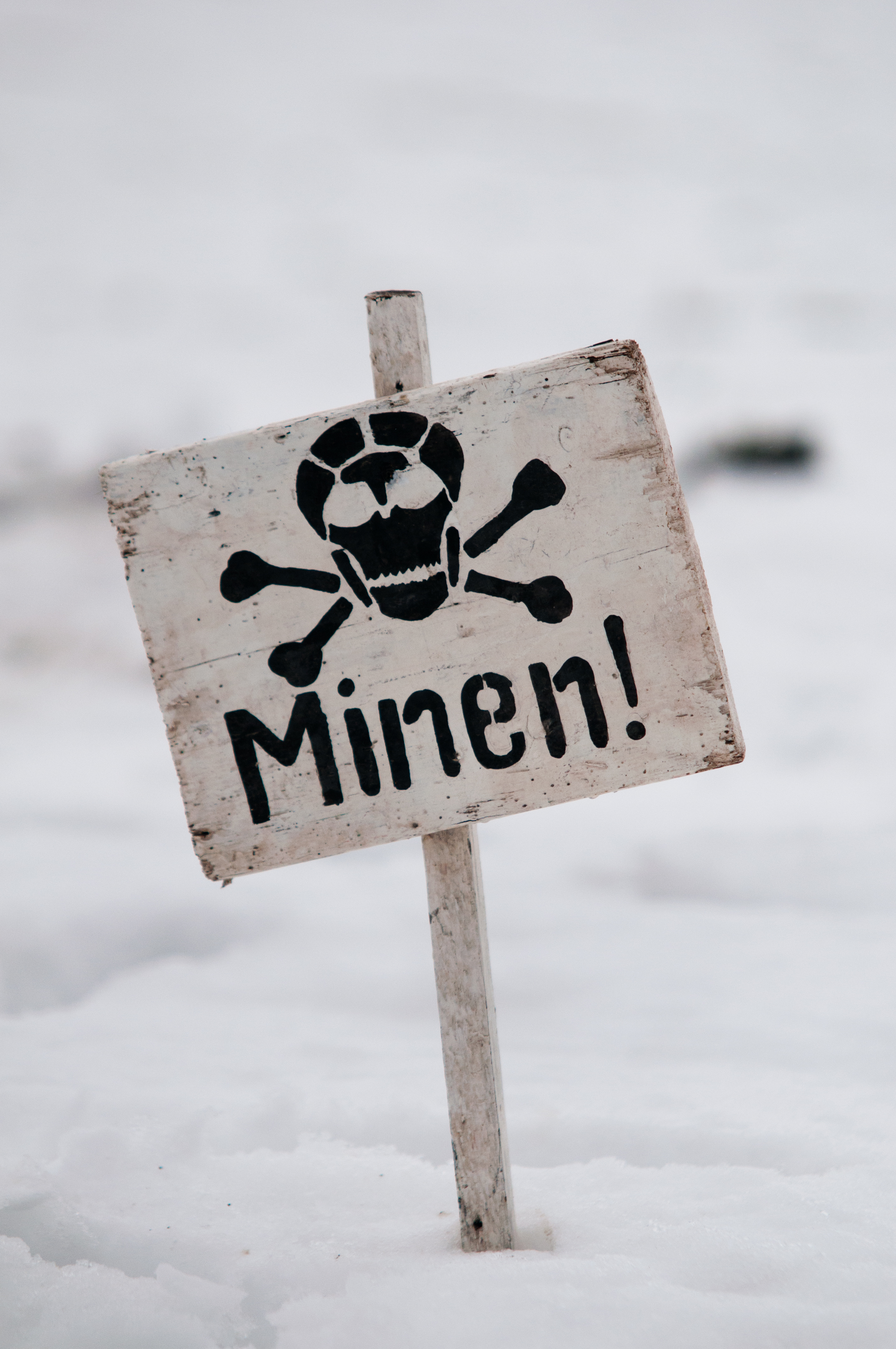
Panneau historique de l'armée allemande à Bastogne

Un champ de mines est une zone, sur terre ou sur mer, dans laquelle ont été placées des mines terrestres ou des mines marines. Le déminage permet de mettre en œuvre des techniques pour contrer un champ de mines.
On trouve les champs de mines utilisés dans tous[réf. nécessaire] les conflits majeurs depuis la seconde moitié du XIXe siècle.

## Sur terre
Les champs de mines sont destinés à protéger une zone de combat défensive. Ils ont un impact psychologique sur les forces adverses qui vise à casser son élan et donc à ralentir son assaut. Ils peuvent aussi être placées de façon linéaires ou par zone de façon à y interdire les mouvements adverses et à canaliser leurs attaques vers les points forts de la défense. Dans le même esprit, les marais de mines (faible densité de mines) peuvent être utilisés afin de couvrir de larges étendues en avant d'une zone de combat. L'effet d'interdiction sera moindre mais l'effet de canalisation sera engagé depuis une plus grande distance. À titre d'exemple, la position fortifiée de Bir Hakeim (des Français libres en 1942) a largement utilisé les effets des champs et des marais de mines.
Les mines peuvent être antichar et viser la destruction de véhicules, antipersonnel et chercher à mettre un ennemi hors de combat, en le tuant ou, de préférence, en le blessant (un blessé mobilisant au moins une personne pour le secourir).
Le minage défensif vise la protection de zones sensibles. Il peut rendre impossible ou hasardeuse l'exploitation agricole des terrains minés et cet usage est interdit par les conventions internationales selon le droit des conflits armés.

### Véhicules poseurs de mines/de minage
- Chine : Type 74[1] et type 83
- Espagne : M548 sous l'appellation SEM-1L
- France : Matenin[2]
- Allemagne : M548 et FFV

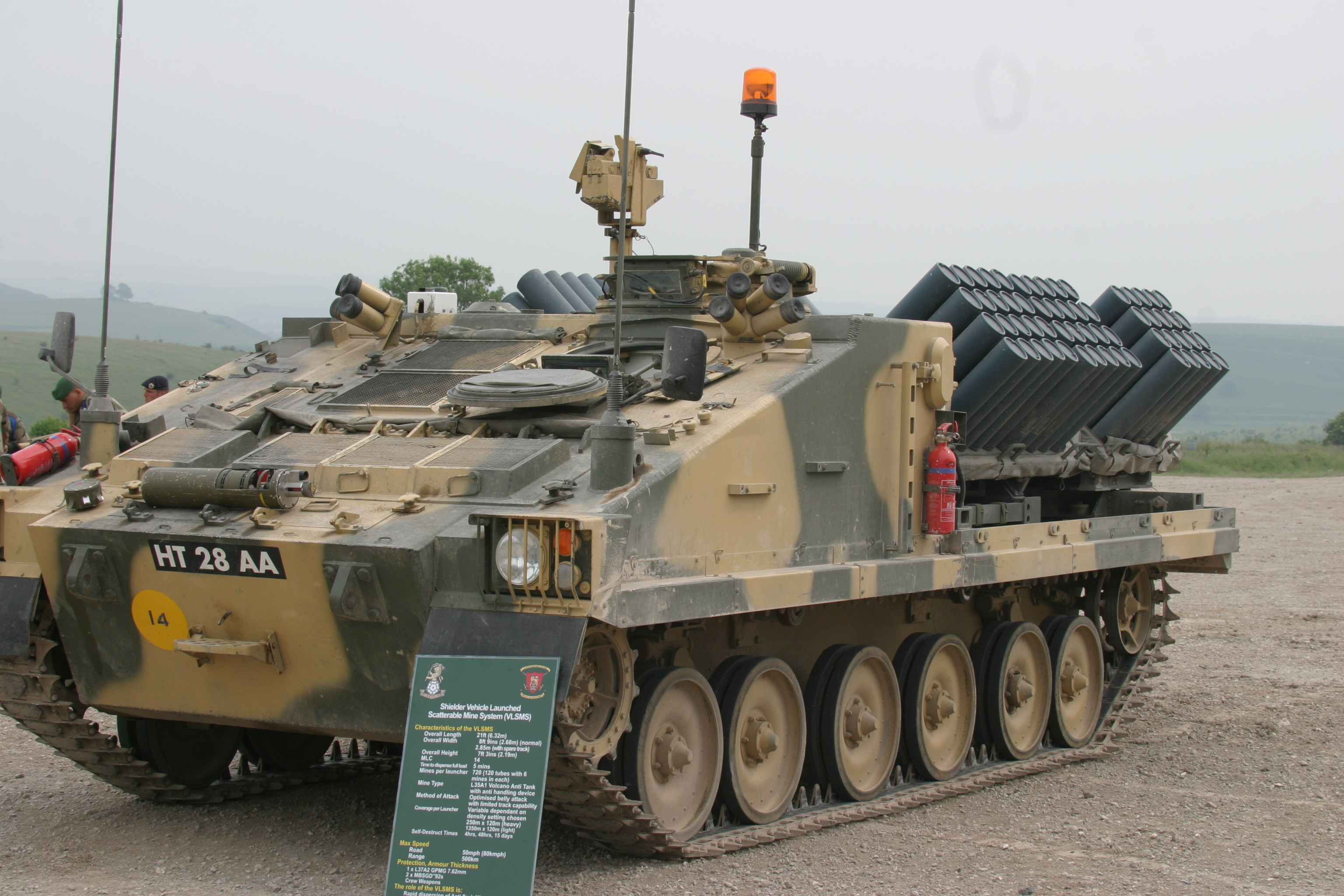
Char poseur de mines Alvis shielder

- Royaume-Uni : Shielder vehicle launched scatterable mine system
- Italie : Istrice[2]
- Japon : JGSDF Type 94 Minelayer, véhicule poseur de mines amphibie pour plages
- Russie : GMZ-3[1]
- Suède : FFV[2]
- Ukraine : PMZ-4 et I-52
- États-Unis : M-136 Volcano mine system sur véhicule porteur M939 et Heavy Expanded Mobility Tactical Truck

### Hélicoptères poseurs de mines
- Italie ; GRILLO-128 portatif par un homme (qui peut être héliporté) et VS-MDH.
- États-Unis : M-136 Volcano mine system sur hélicoptère UH-60 Blackhawk[3],[4]

### Détection des champs de mines
Pour détecter spécifiquement les champs de mines — parmi d'autres missions — les États-Unis disposent du drone-hélicoptère de reconnaissance MQ-8 Fire Scout.

### Un exemple de champ de mines: la tactique de la "mer de feu"
Lors de son "opération spéciale" en Ukraine, la Russie a recours à des champs de mines. C'est ce que le New York Times appelle de la "mer de feu". La première étape consiste à la mise en place de vastes champs de mines. Ensuite, ceux-ci sont aspergés de produits inflammables. Enfin, lorsque des ukrainiens se rendent sur ces champs de mine pour le déminage, un drone largue une grenade sur le champ de mine. Les mines étant rapprochées et reliées les unes aux autres par les produits inflammables, l'explosion d'une mine entraîne par effet de dominos toutes les autres mines ce qui conduit à une "mer de feu et d'explosions". Cette tactique est utilisée dans le cadre de la contre-offensive ukrainienne.

## En mer

Champ de mines marines

Les mines marines sont déposées par des navires mouilleurs de mines ou par des sous-marins.

### Guerre de Sécession
Les mines, appelées aussi, à cette époque, torpilles fixes, sont alors des charges explosives placées sur des supports submergés et destinées à faire explosion au contact de la coque d'un navire.
C'est un tel type d'engin qui coulera le monitor USS Tecumseh à la bataille de Mobile.
Certains engins pouvaient être mis à feu de la rive à partir de dispositifs électriques.

### Première Guerre mondiale
Les champs de mines seront utilisés en attaque pour bloquer les ports ennemis ou en défense pour empêcher l'approche de l'ennemi. Parmi les plus connus de la Première Guerre mondiale, on peut citer le Barrage de mines de la mer du Nord.

### Seconde Guerre mondiale
Parmi les barrages les plus connus de la Seconde Guerre mondiale, on peut citer le Barrage du Nord au large de la Norvège.

## Galerie

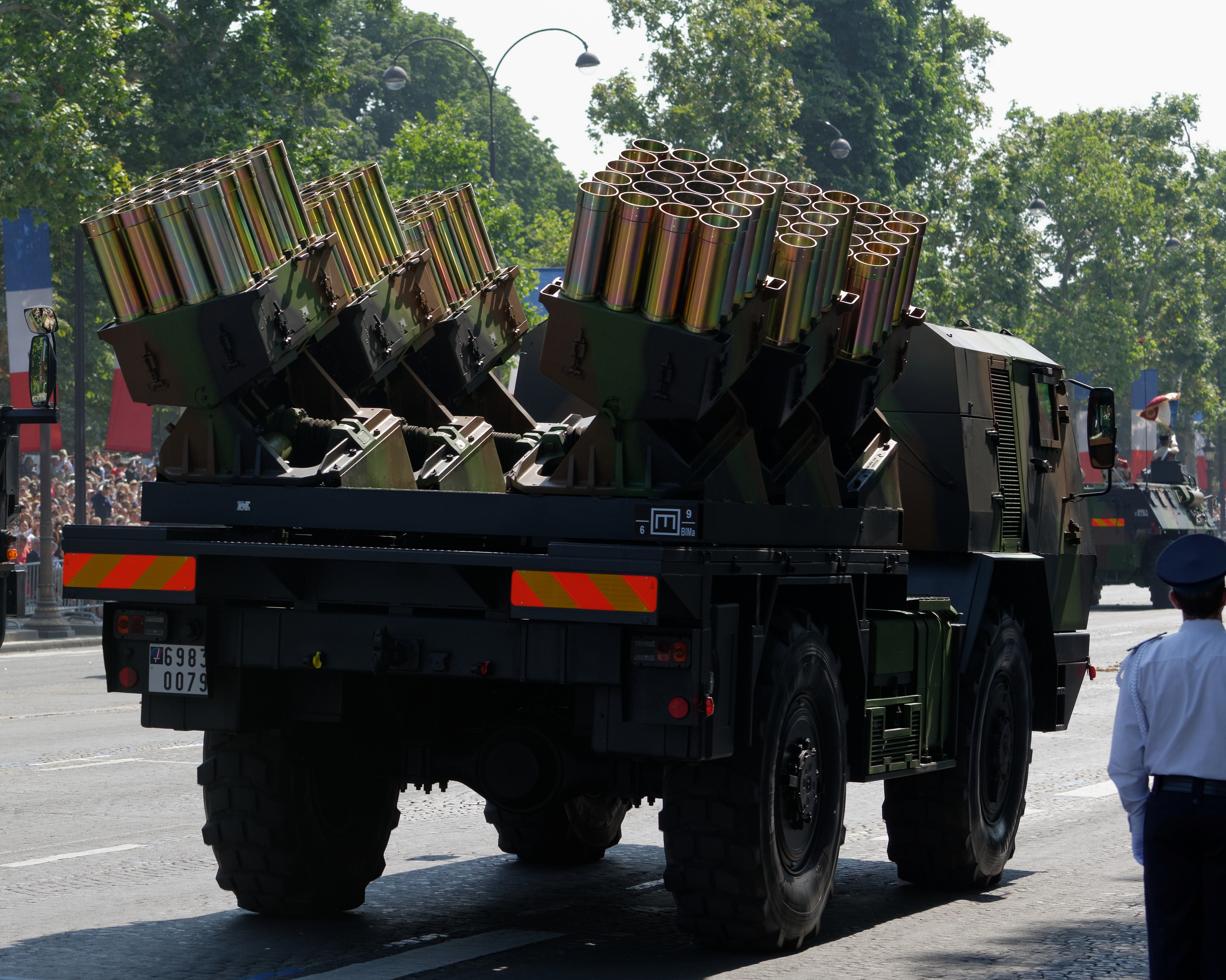
Disperseur de mines français Matenin, avec système Minautor
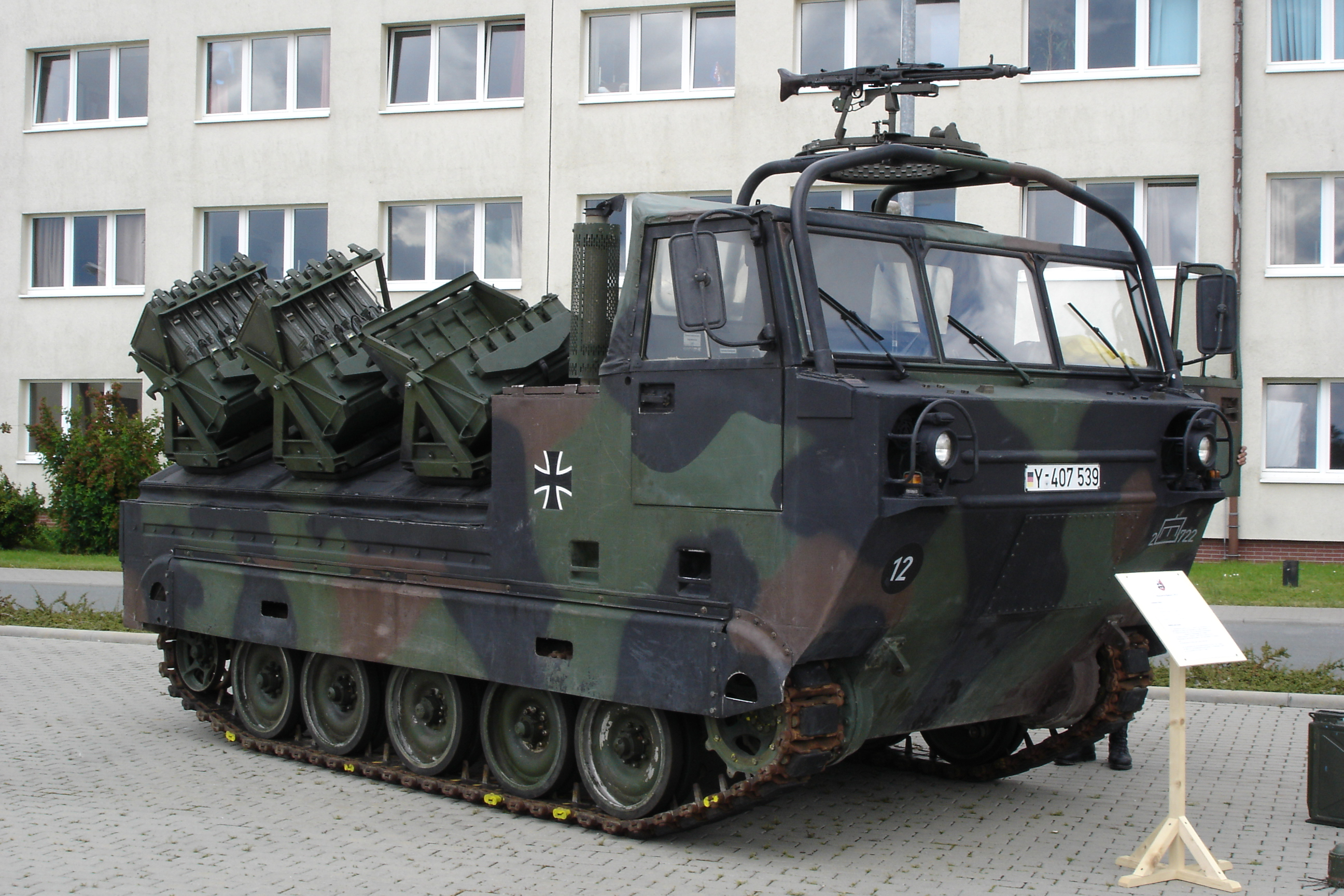
Poseur de mines Skorpion M548
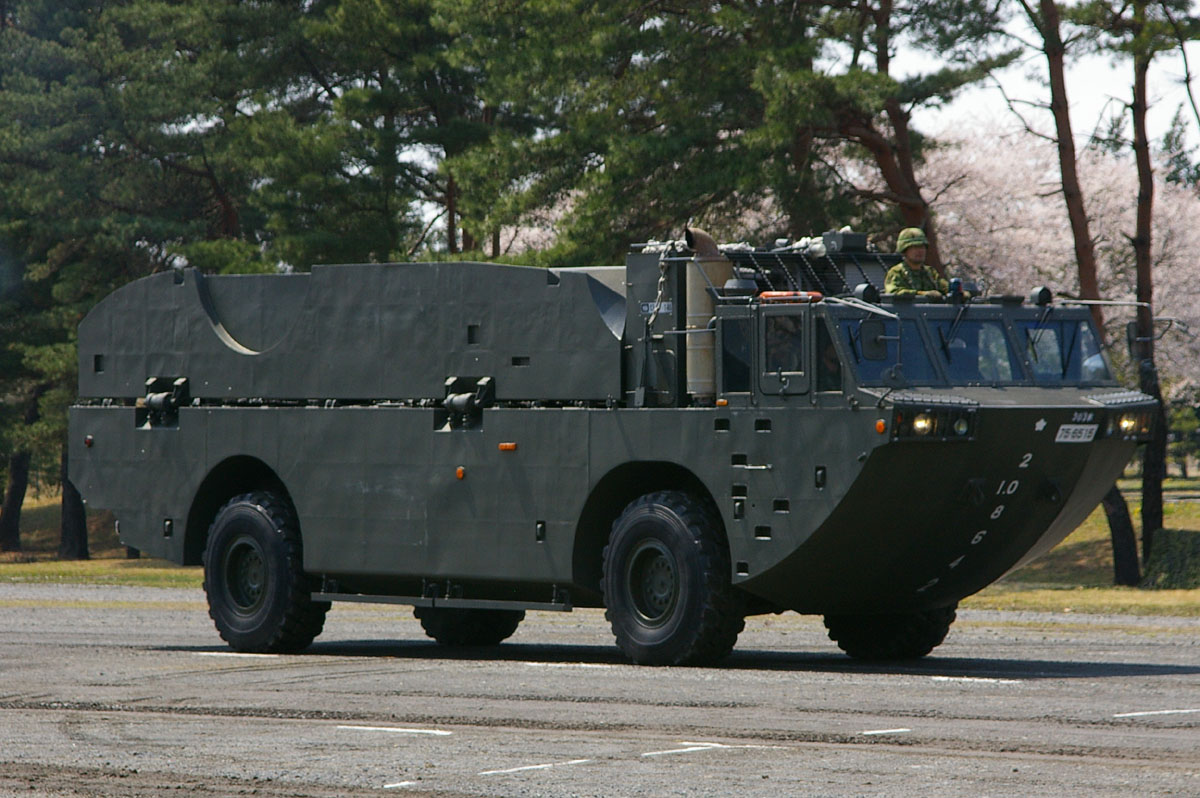
Type 94 japonais amphibie, pour les plages en prévention de débarquement
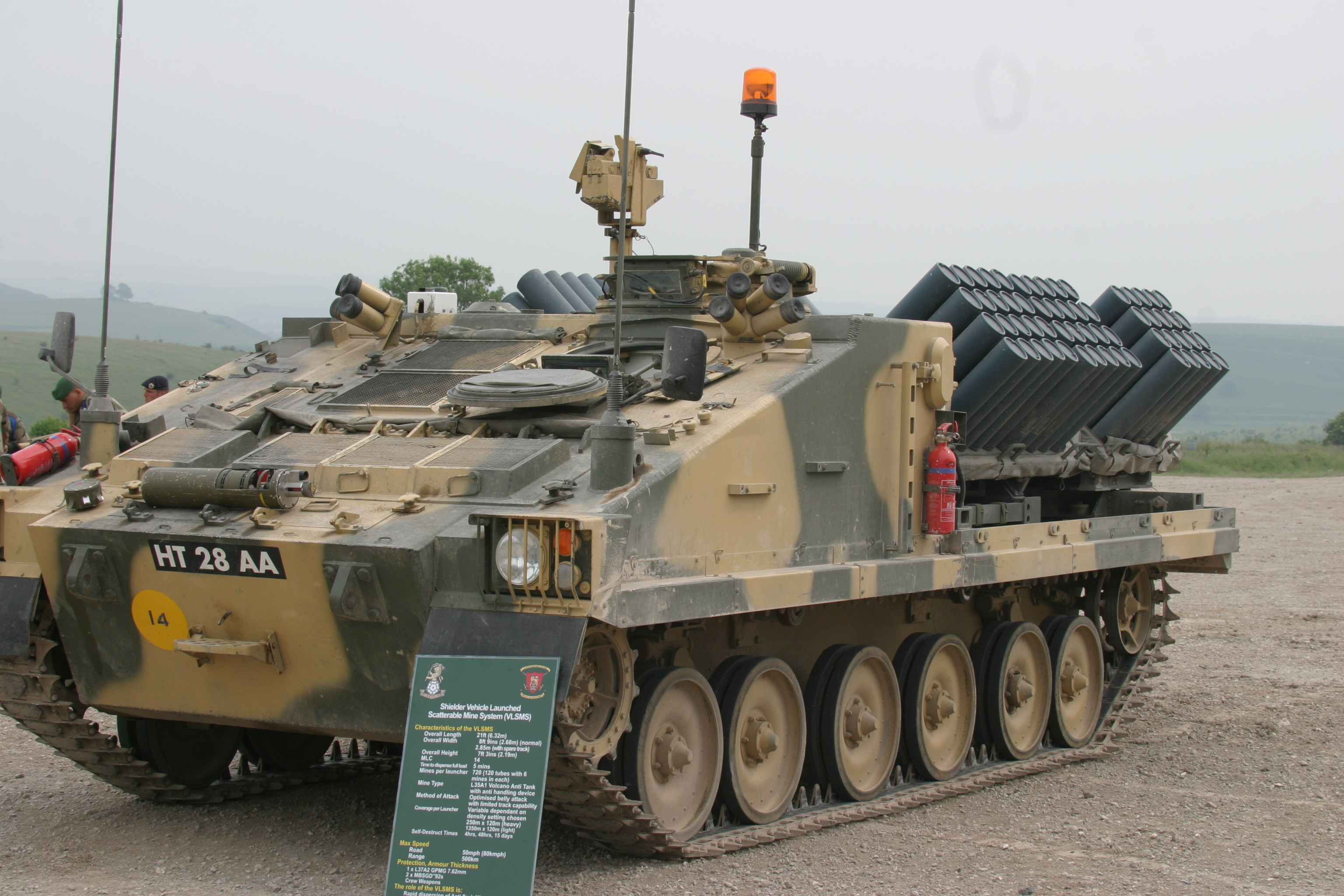
Alvis shielder
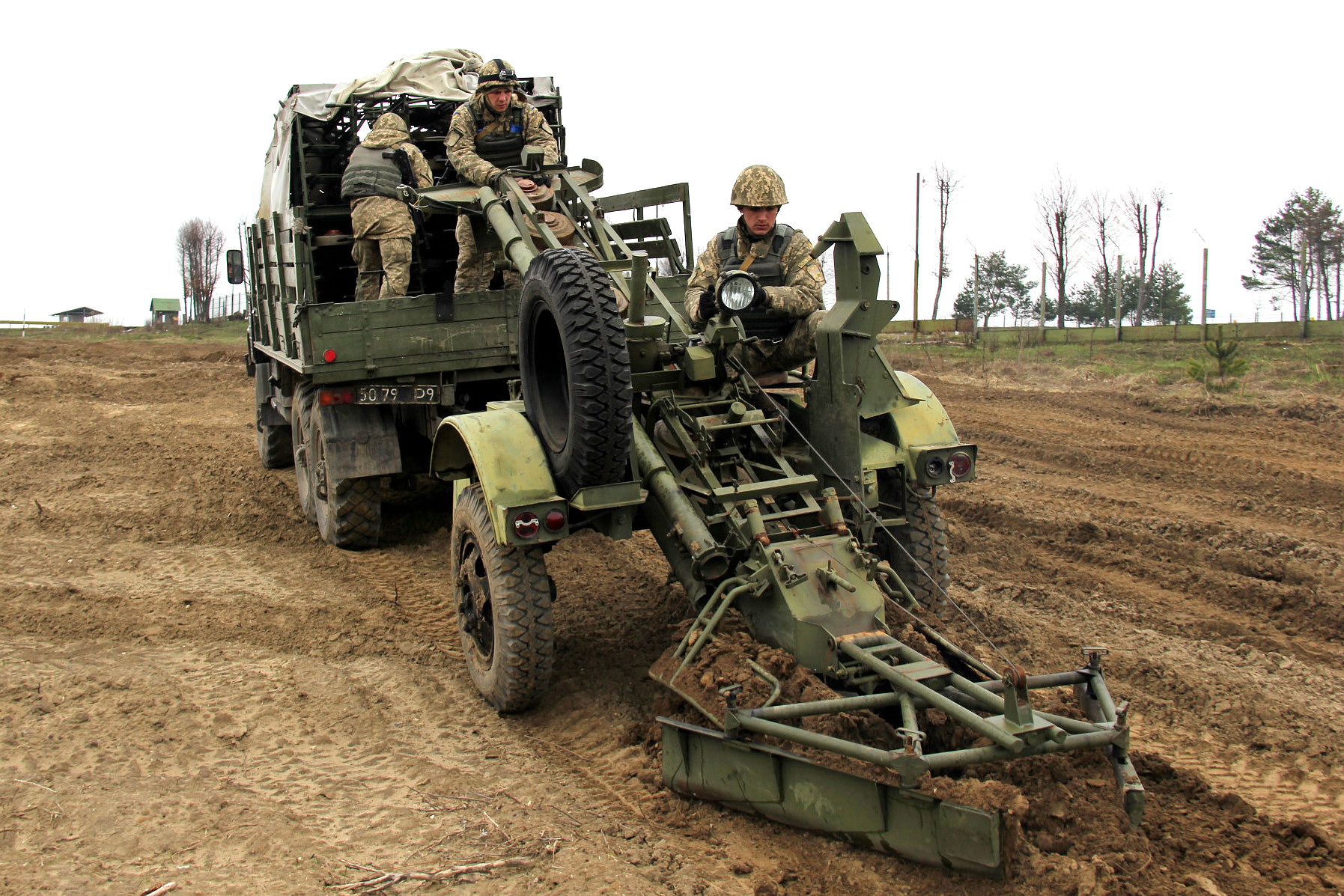
PMZ-4 ukrainien
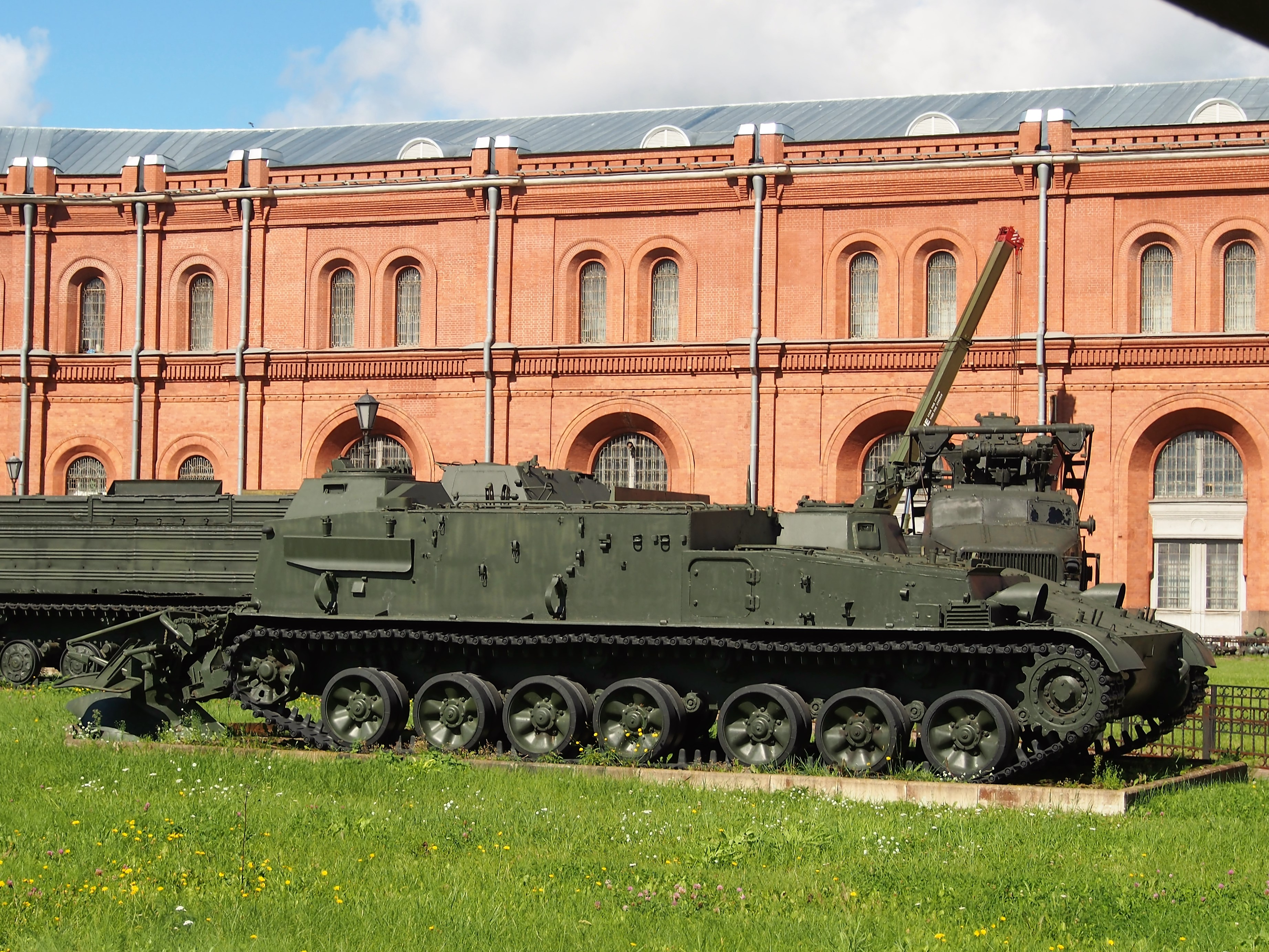
GMZ russe
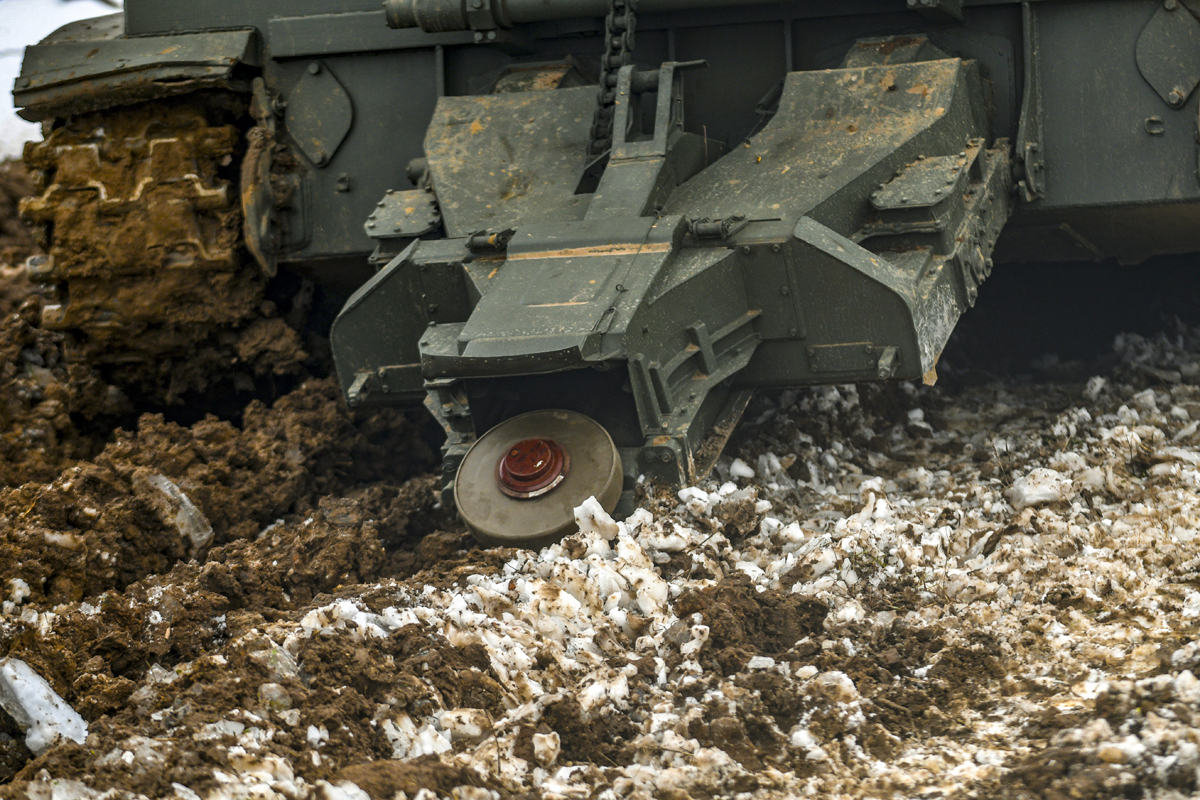
Détail du GMZ posant une mine
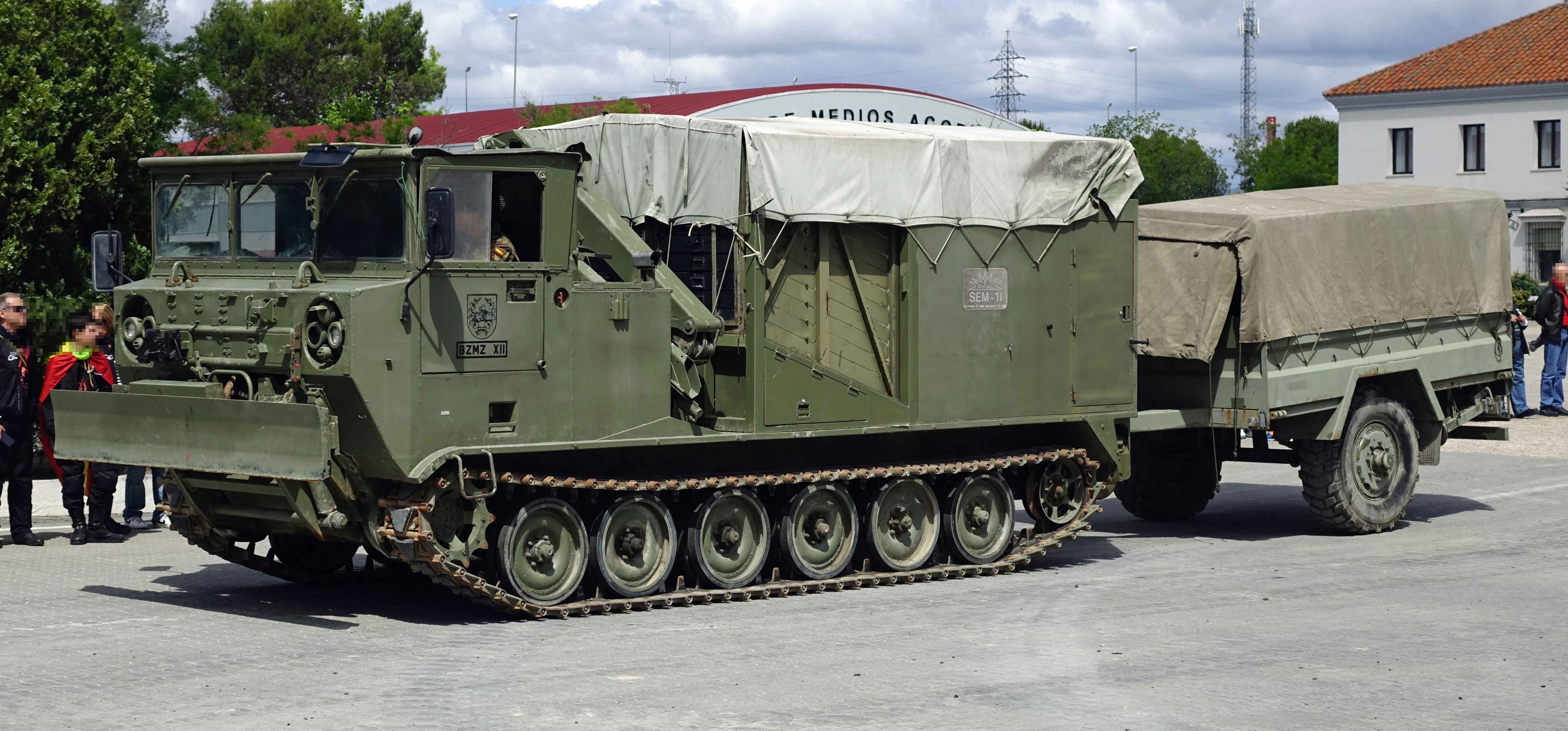
Version espagnole du M548 de minage
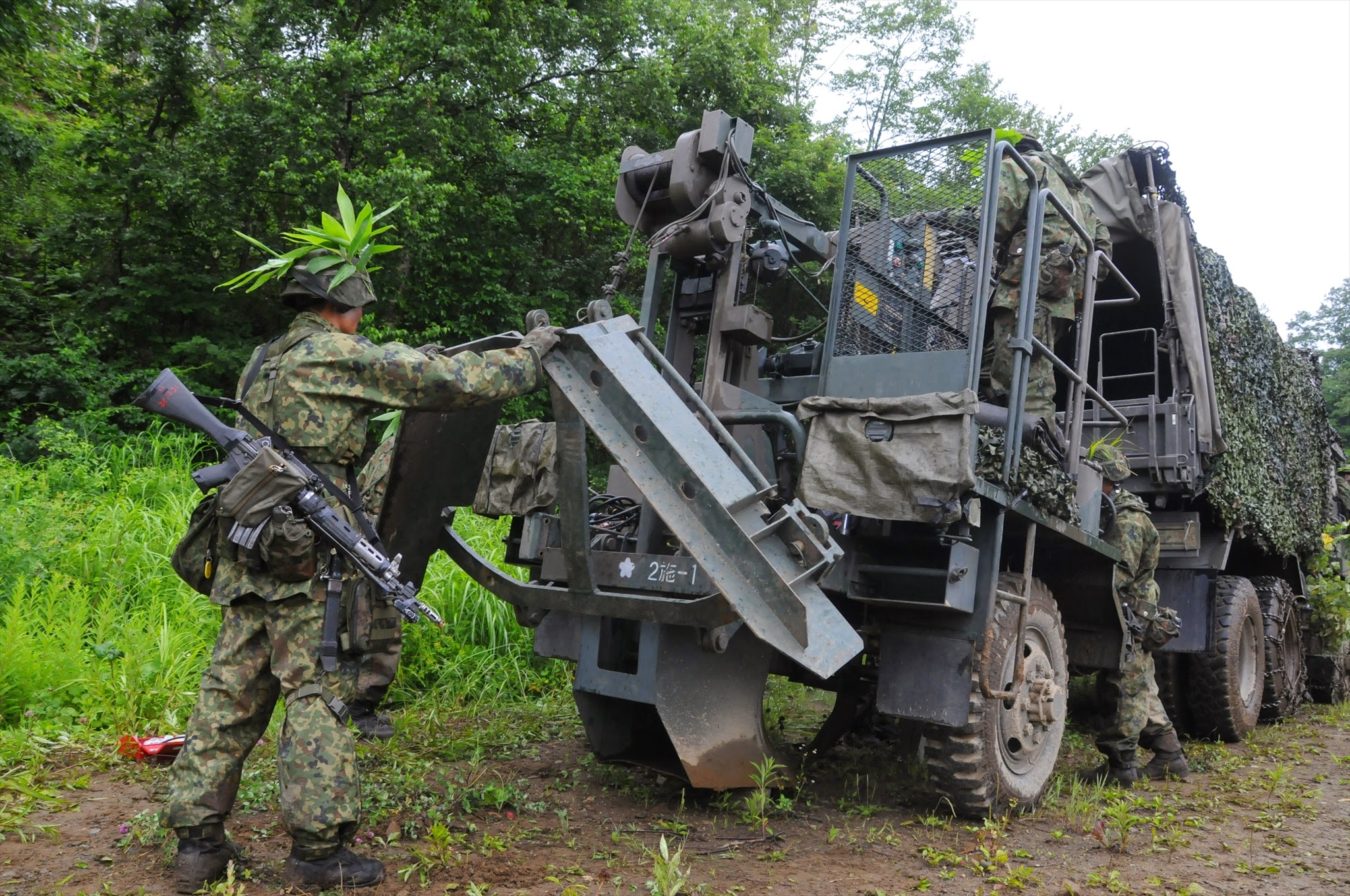
Type 83 chinois
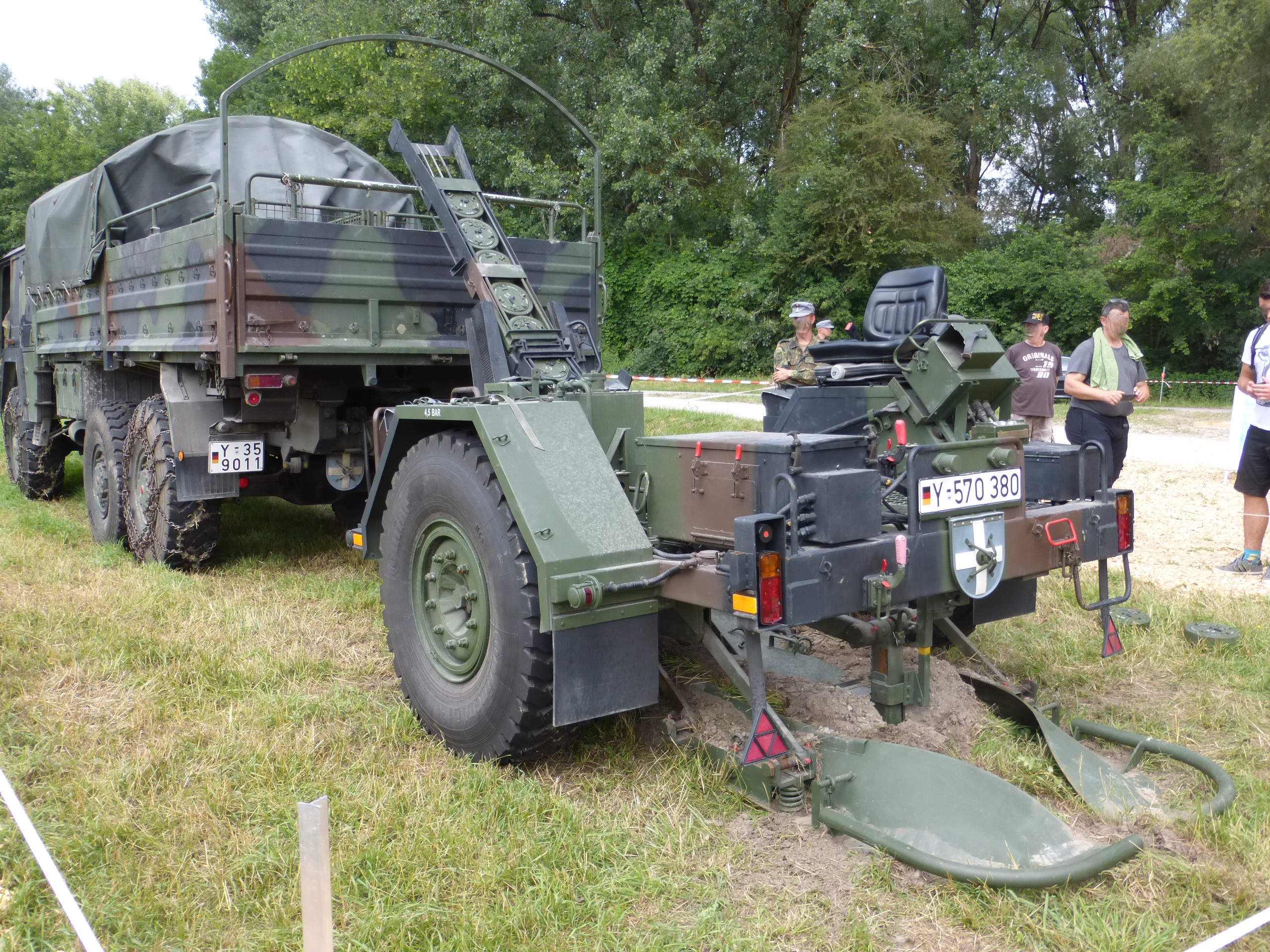
Poseur de mines de l'armée allemande FFV 028